# Ctenicera blaisdelli
Ctenicera blaisdelli is een keversoort uit de familie kniptorren (Elateridae). De wetenschappelijke naam van de soort is voor het eerst geldig gepubliceerd in 1932 door Van Dyke.